# Torrent de Gobianes
El Torrent de Gobianes, que en el seu darrer tram rep també el nom de Torrent Lladró, és un afluent per la dreta de la Riera de Coaner.

## Municipis per on passa
El curs del Torrent de Gobianes transcorre íntegrament pel terme municipal de Sant Mateu de Bages.

## Xarxa hidrogràfica
La xarxa hidrogràfica del Torrent de Gobianes està constituïda per 8 cursos fluvials que sumen una longitud total de 3.179 m.

### Distribució municipal
El conjunt de la seva xarxa hidrogràfica transcorre íntegrament pel terme municipal de Sant Mateu de Bages.

### Territori PEIN
Tota la conca del torrent forma part del PEIN de la Serra de Castelltallat.